# Liga de Israel de balonmano
La Ligat Ha'Al es la máxima competición de clubes de balonmano de Israel. Está formada por 12 equipos y se fundó en 1954.

## Palmarés
| Temporada | Campeón                   |
| --------- | ------------------------- |
| 1954–55   | Maccabi Rehovot (1)       |
| 1955–56   | Maccabi Rehovot (2)       |
| 1956–57   | Maccabi Rehovot (3)       |
| 1957–58   | Hapoel Rehovot (1)        |
| 1958–59   | Maccabi Rishon LeZion (1) |
| 1959–60   | Maccabi Rehovot (4)       |
| 1960–61   | Maccabi Ramat Gan (1)     |
| 1961–62   | Hapoel Rehovot (2)        |
| 1962–63   | Maccabi Rehovot (5)       |
| 1963–64   | Hapoel Rehovot (3)        |
| 1964–65   | Hapoel Rehovot (4)        |
| 1965–66   | Hapoel Petah Tikva (1)    |
| 1966–67   | Hapoel Petah Tikva (2)    |
| 1967–68   | Hapoel Rehovot (5)        |
| 1968–69   | Hapoel Ramat Gan (1)      |
| 1969–70   | Hapoel Petah Tikva (3)    |
| 1970–71   | Hapoel Ramat Gan (2)      |
| 1971–72   | Hapoel Herzliya (1)       |
| 1972–73   | Hapoel Rehovot (6)        |
| 1973–74   | Not Held                  |
| 1974–75   | Hapoel Rehovot (7)        |
| 1975–76   | Hapoel Rehovot (8)        |
| 1976–77   | Hapoel Rehovot (9)        |
| 1977–78   | Maccabi Petah Tikva (1)   |
| 1978–79   | Hapoel Rehovot (10)       |
| 1979–89   | Maccabi Petah Tikva (2)   |
| 1980–81   | Maccabi Petah Tikva (3)   |
| 1981–82   | Hapoel Rehovot (11)       |
| 1982–83   | Hapoel Rehovot (12)       |
| 1983–84   | Hapoel Rehovot (13)       |
| 1984–85   | Maccabi Rishon LeZion (2) |
| 1985–86   | Maccabi Rishon LeZion (3) |
| 1986–87   | Maccabi Rishon LeZion (4) |
| 1987–88   | Hapoel Rishon LeZion (1)  |
| 1988–89   | Maccabi Rishon LeZion (5) |
| 1989–90   | Hapoel Rishon LeZion (2)  |

| Year      | Champion                   |
| --------- | -------------------------- |
| 1990–91   | Hapoel Rishon LeZion (3)   |
| 1991–92   | Maccabi Rishon LeZion (6)  |
| 1992–93   | Hapoel Rishon LeZion (4)   |
| 1993–94   | Hapoel Rishon LeZion (5)   |
| 1994–95   | Hapoel Rishon LeZion (6)   |
| 1995–96   | Hapoel Rishon LeZion (7)   |
| 1996–97   | Hapoel Rishon LeZion (8)   |
| 1997–98   | Hapoel Rishon LeZion (9)   |
| 1998–99   | Hapoel Rishon LeZion (10)  |
| 1999–2000 | Hapoel Rishon LeZion (11)  |
| 2000–01   | Hapoel Rishon LeZion (12)  |
| 2001–02   | ASA Tel Aviv (1)           |
| 2002–03   | Hapoel Rishon LeZion (13)  |
| 2003–04   | Hapoel Rishon LeZion (14)  |
| 2004–05   | Maccabi Rishon LeZion (7)  |
| 2005–06   | Maccabi Rishon LeZion (8)  |
| 2006–07   | Maccabi Rishon LeZion (9)  |
| 2007–08   | Hapoel Rishon LeZion (15)  |
| 2008–09   | Maccabi Rishon LeZion (10) |
| 2009–10   | Maccabi Rishon LeZion (11) |
| 2010–11   | Maccabi Rishon LeZion (12) |
| 2011–12   | Maccabi Rishon LeZion (13) |
| 2012–13   | Hapoel Rishon LeZion (16)  |
| 2013–14   | Maccabi Tel Aviv (1)       |
| 2014–15   | Hapoel Rishon LeZion (17)  |
| 2015–16   | Maccabi Tel Aviv (2)       |
| 2016–17   | Maccabi Rishon LeZion (14) |
| 2017–18   | Hapoel Rishon LeZion (18)  |
| 2018–19   | Hapoel Ashdod (1)          |
| 2019–20   | Maccabi Rishon LeZion (15) |
| 2020–21   | Maccabi Rishon LeZion (16) |
| 2021–22   | Hapoel Ashdod (2)          |